# Swamp Thing (videojuego)
Swamp Thing es un videojuego de plataforma para la NES y Game Boy. Basado en la serie animada del mismo nombre, fue publicado por THQ y distribuido en diciembre de 1992.Un título de Swamp Thing estuvo también en desarrollo por Microsmiths para la Sega Mega Drive/ Genesis, pero fue cancelado.

## Jugabilidad
La versión de la NES de Swamp Thing toma prestado el motor de juego de The Simpsons: Bart vs the Space Mutants. Su introducción cuenta la historia del origen de Swamp Thing como se muestra en la serie animada de 1991. El jugador toma el papel de la protagonista luchando contra enemigos a través de los pantanos de Luisiana y otros lugares en un formato de desplazamiento lateral. Los métodos de ataque de Swamp Thing incluyen piñas y disparos "bolas de lodo" que se adquieren a través del juego. 
El jugador tiene que aventurarse a través de varias escenas, que incluyen un cementerio, una fábrica de productos químicos, un vertedero de desechos tóxicos, y finalmente, el laboratorio de Arcane. 
Los jefes que incluyen son Un-Men de Arcane, Dr. Deemo, Herbicida, Skinman, y finalmente, el propio Arcane. En Swamp Thing de Game Boy, las escenas incluyen el Ártico, el desierto, y las selvas tropicales contaminadas. Swamp Thing también utiliza herramientas como el camuflaje y la piel espina, y tiene que reciclar la basura dispersa con el fin de ganar puntos y obtener poderes adicionales.

## Recibimiento
Además de los gráficos mínimos, Swamp Thing para la NES ha recibido críticas entre promedio y generalmente negativas por su alta dificultad, mala banda sonora y jugabilidad aburrida. Sin embargo, mientras la versión para NES de Swamp Thing se basa en un juego de The Simpsons, también sentó las bases para un juego popular, sin licencia titulado The Simpson: Return of the Space Mutants. Este título de 2001 sirvió como una secuela del juego original Space Mutants y sólo está disponible a través de un formato ROM descargable. 
- Datos: Q7653353